# Alfred Kleinermeilert
Alfred Kleinermeilert (ur. 30 marca 1928 w Müsch, zm. 22 października 2023 w Trewirze) – niemiecki duchowny rzymskokatolicki, w latach 1968-2003 biskup pomocniczy Trewiru. 

## Życiorys
Święcenia kapłańskie przyjął 10 października 1953 w diecezji Trewiru. 3 maja 1968 papież Paweł VI mianował go biskupem pomocniczym tej diecezji, ze stolicą tytularną Pausulae. Sakry udzielił mu 11 czerwca 1968 Bernhard Stein, ówczesny biskup diecezjalny Trewiru. 1 kwietnia 2003 złożył rezygnację z zajmowanego stanowiska, osiągnąwszy trzy dni wcześniej biskupi wiek emerytalny (75 lat). Od tego czasu pozostaje biskupem seniorem diecezji. 
Zmarł w Trewirze 22 października 2023.